# دارين براون (لاعب كرة قاعدة)
دارين براون (بالإنجليزية: Daren Brown)‏ هو لاعب كرة قاعدة أمريكي، ولد في 13 يونيو 1967 في هولدنفيل في الولايات المتحدة.

## وصلات خارجية
- دارين براون على موقعبيزبول رفرنس.كوم (الدوري الثانوي) (الإنجليزية)